# Machel Cedenio
Machel Cedenio, född 6 september 1995, är en trinidadisk friidrottare som tävlar i kortdistanslöpning.

## Karriär
Cedenio deltog vid olympiska sommarspelen 2016. Han sprang tredjesträckan i finalen när Trinidad och Tobago blev världsmästare på 4x400 meter vid världsmästerskapen i friidrott 2017.
Vid olympiska sommarspelen 2020 i Tokyo blev Cedenio utslagen i semifinalen på 400 meter efter ett lopp på 45,86 sekunder.